# La Libertad (Comayagua)
La Libertad – gmina (municipio) w środkowym Hondurasie, w departamencie Comayagua. W 2010 roku zamieszkana była przez ok. 21,3 tys. mieszkańców. Siedzibą administracyjną jest La Libertad.

## Położenie
Gmina położona jest w środkowej części departamentu. Graniczy z 10 gminami:
- Victoria od północy
- San Luis, Minas de Oro i Esquías od wschodu,
- San Jerónimo i La Trinidad od południa,
- Ojos de Agua, Las Lajas, Meámbar i Santa Cruz de Yojoa od zachodu.

## Demografia
Według danych honduraskiego Narodowego Instytutu Statystycznego na rok 2010 struktura wiekowa i płciowa ludności w gminie przedstawiała się następująco:
| Wiek        | 0–3   | 4–6   | 7–12  | 13–17 | 18–24 | 25–64 | 65+ | razem  |
| La Libertad | 2 564 | 1 791 | 3 596 | 2 708 | 2 765 | 7 124 | 764 | 21 312 |
| Mężczyźni   | 1 327 | 907   | 1 846 | 1 401 | 1 409 | 3 521 | 347 | 10 758 |
| Kobiety     | 1 237 | 885   | 1 751 | 1 306 | 1 356 | 3 603 | 417 | 10 555 |